# Neerlangel

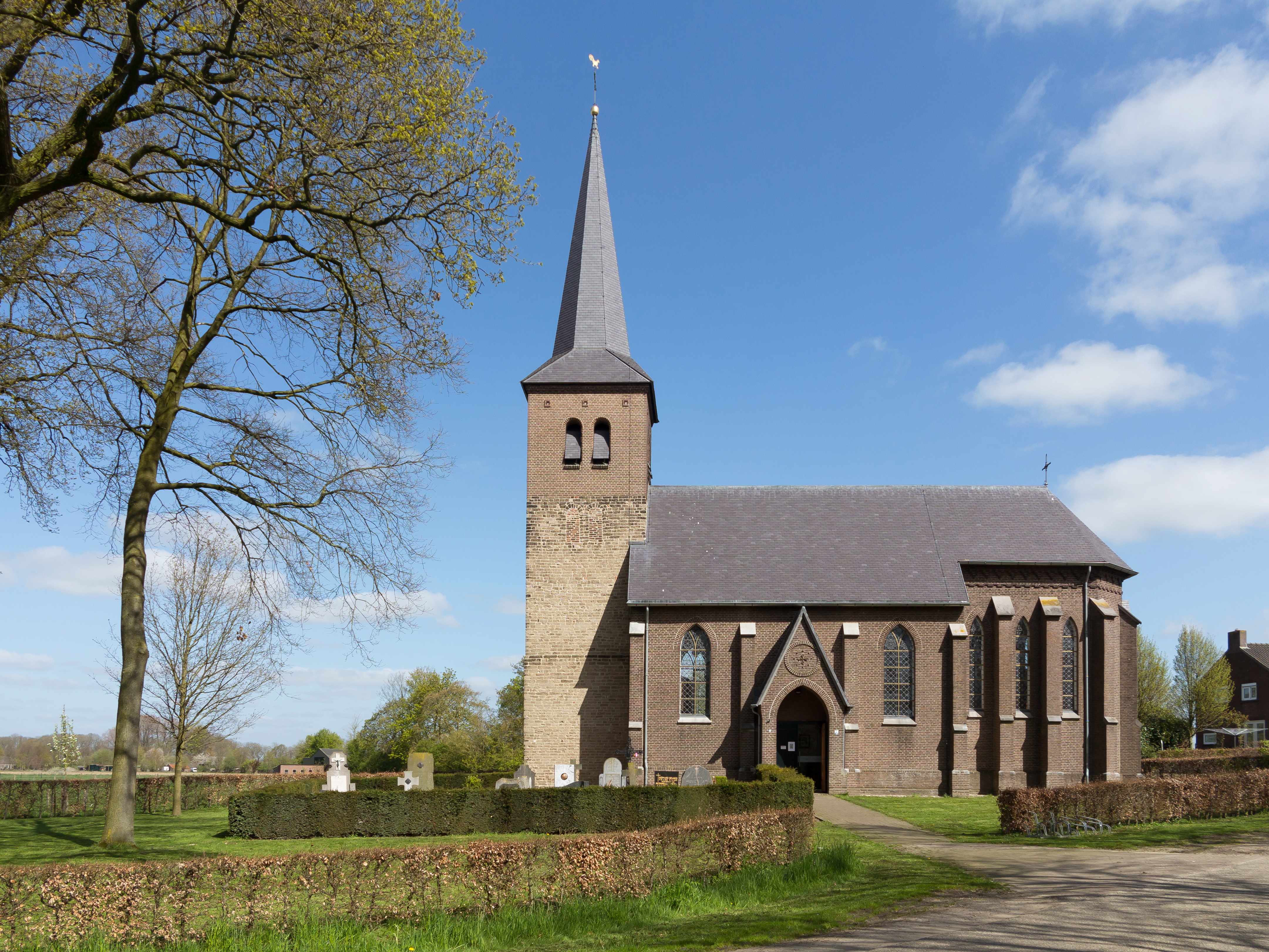
Neerlangel, de kerk van Sint-Jan de Doper

Neerlangel (Brabants: Nerlangel) is een dorp in de gemeente Oss, in de Nederlandse provincie Noord-Brabant. 

## Geschiedenis
Vanaf 1700 maakte het dorp deel uit van de gemeente Demen en Langel. In 1810 is de gemeente Dieden erbij gekomen. De nieuwe gemeente was Dieden, Demen en Langel. In 1923 is deze gemeente overgegaan in de gemeente Ravenstein.
Langel was een heerlijkheid in het Land van Herpen. Het dorp dankt zijn naam aan de smalle en langgerekte vorm van de heerlijkheid. Die strekte zich uit tot voorbij Overlangel
Toen in Ravenstein een kasteel werd gebouwd, werd Langel in tweeën gedeeld. Om de twee dorpen van elkaar te onderscheiden sprak men van Overlangel en Nederlangel. Nederlangel werd later Neerlangel.
De parochie van (Neer)langel is de moederparochie van de Sint-Luciaparochie te Ravenstein. De eerste vermelding van een eigen parochiekerk te Ravenstein dateert van 1538. Veel later is de parochie van Neerlangel bij die van Demen gevoegd. Sinds de jaren dertig in de twintigste eeuw werden de oorspronkelijke banden hersteld en werd Neerlangel een onderdeel van de parochie te Ravenstein.

## Bezienswaardigheden
De 'kern' van Neerlangel wordt gevormd door het kerkje van Sint-Jan de Doper. Oorspronkelijk was het een Romaans zaalkerkje gebouwd in de elfde eeuw. De Romaanse tufstenen toren is waarschijnlijk het oudste Romaanse bouwwerk van Noord-Brabant. In de vijftiende eeuw is het kerkje met een gotisch koortje uitgebreid. In 1869 het kerkje wegens zijn bouwvallige toestand en veranderde inzichten gesloopt. Op de oude fundamenten is het huidige neogotische kerkje verrezen. De Romaanse toren is daarbij gespaard.

## Natuur en landschap
Neerlangel ligt aan de Maas. Buitendijks bevinden zich uiterwaarden en binnendijks is een grootschalig verkaveld rivierkleigebied.

## Externe links

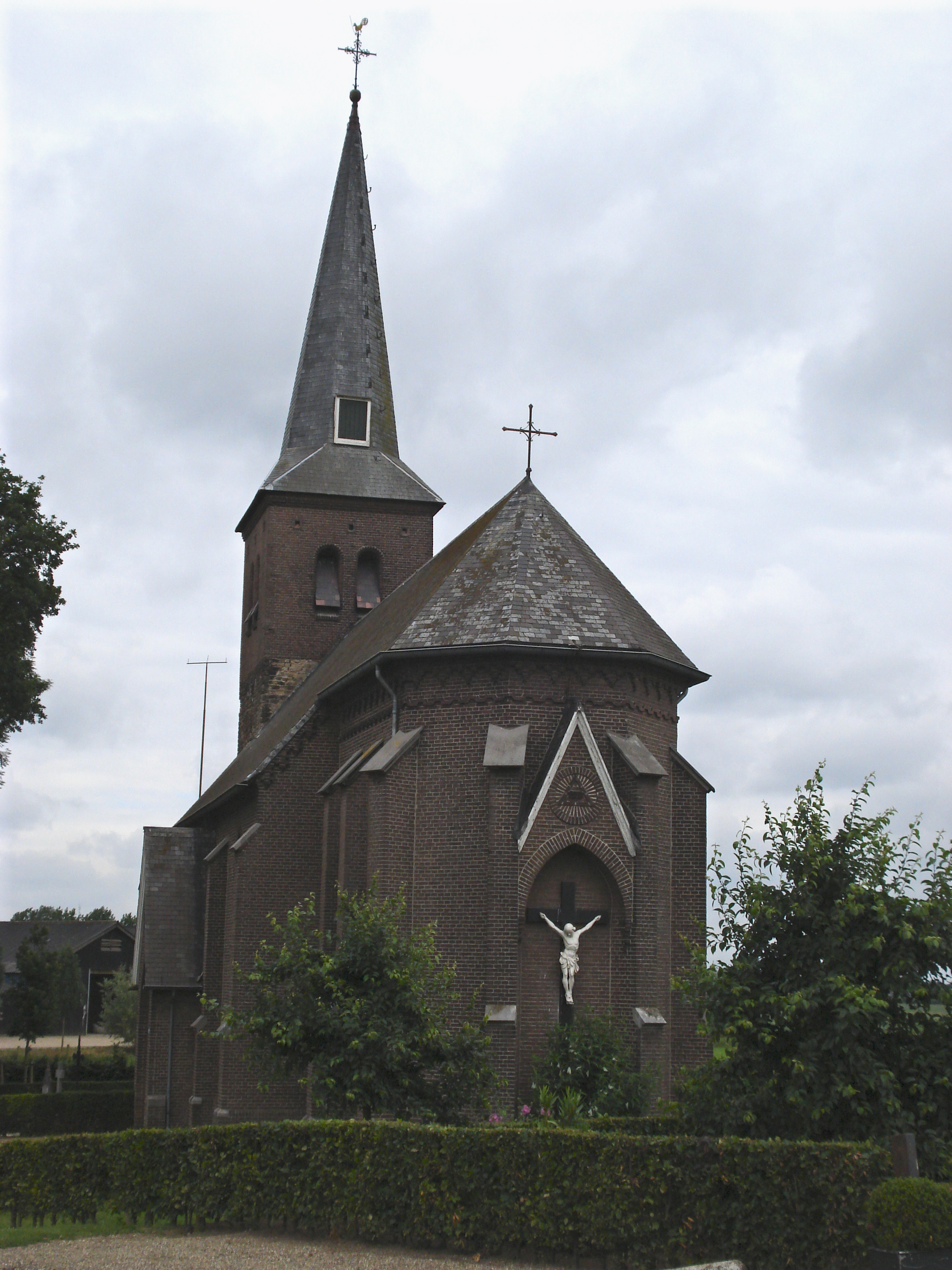
Neerlangel, Sint-Jan de Doperkerk
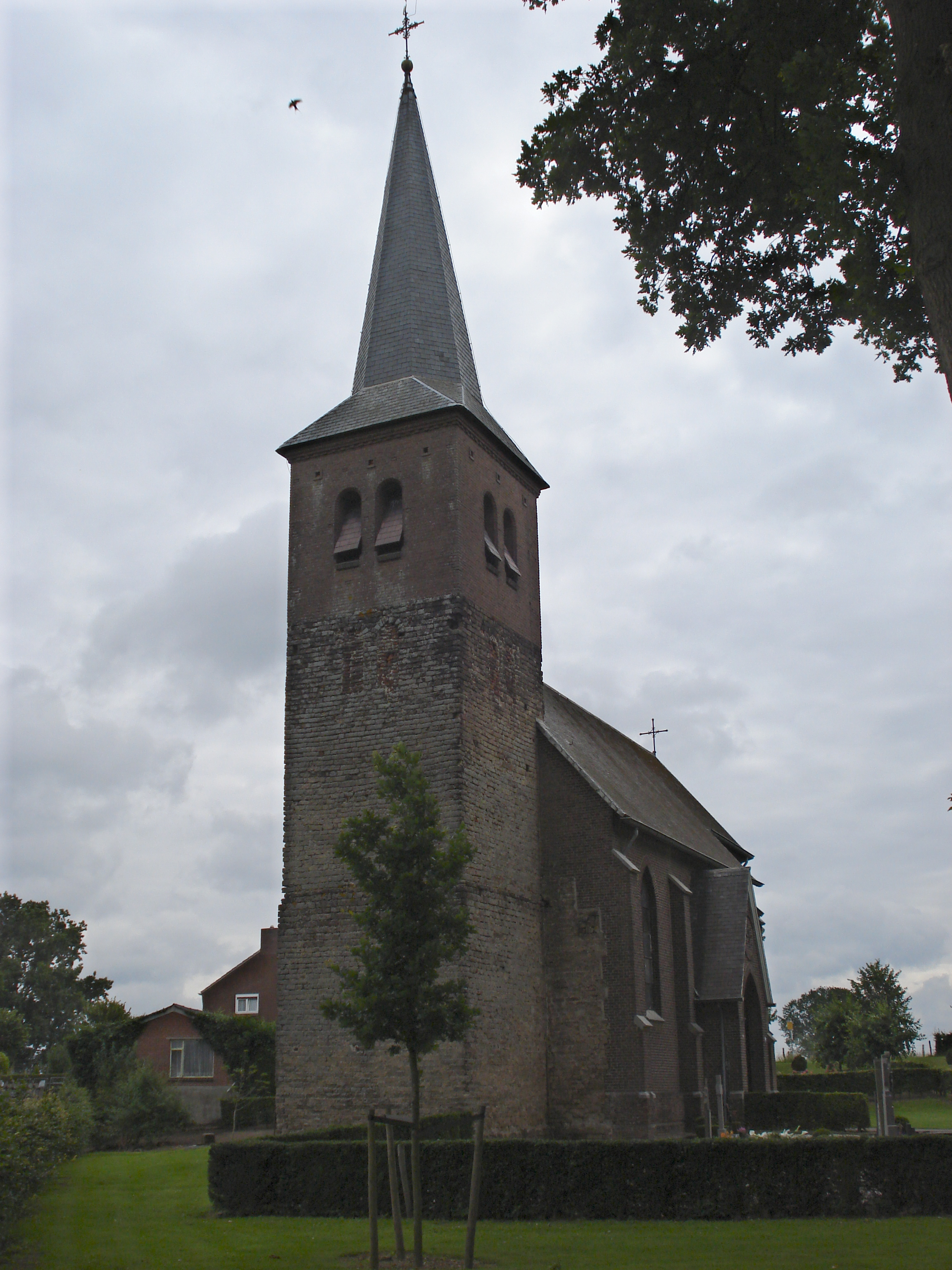
Neerlangel, de kerk, het gedeelte in tufsteen is van de XIe eeuw
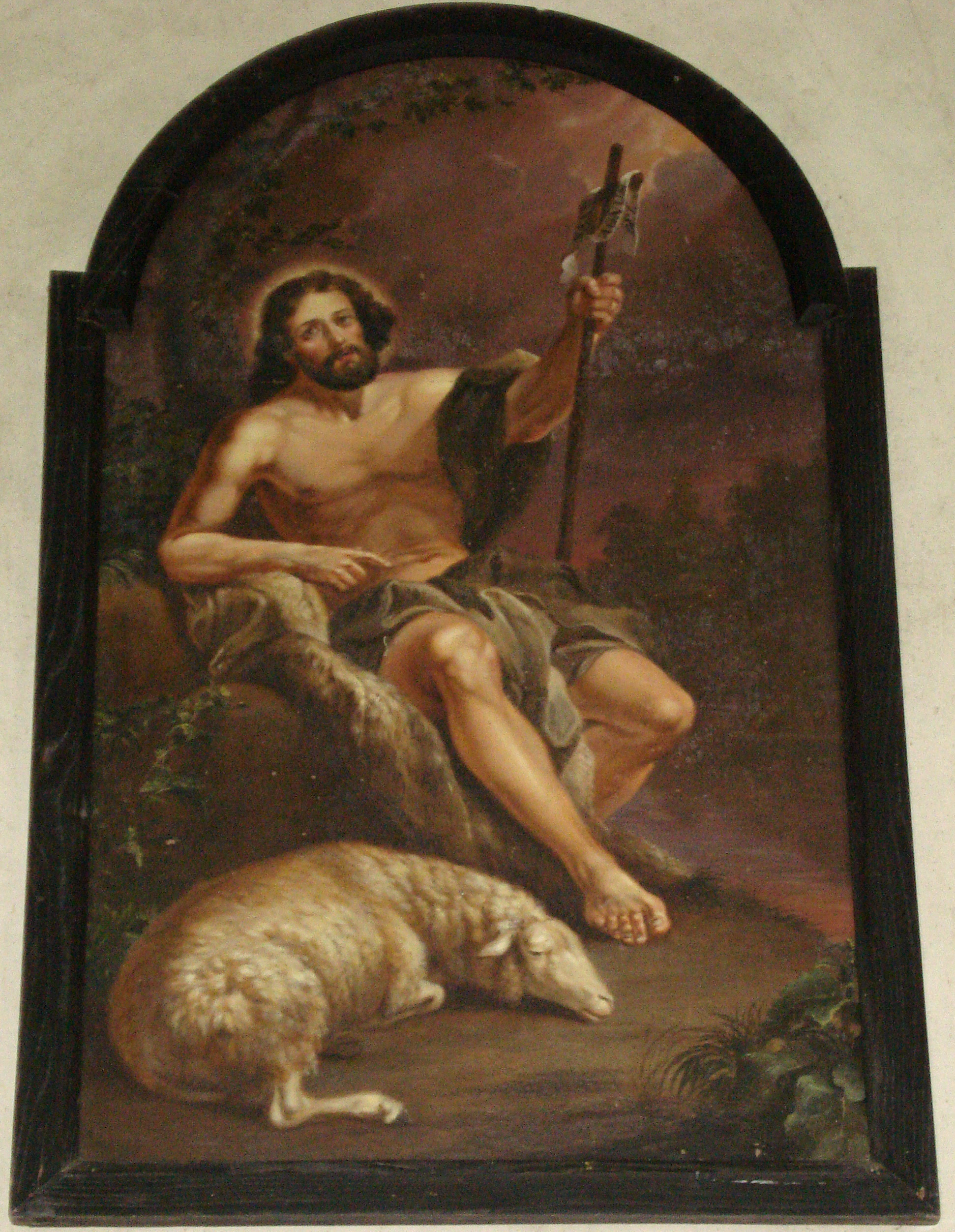
Neerlangel, St. Jan de Doper, anoniem
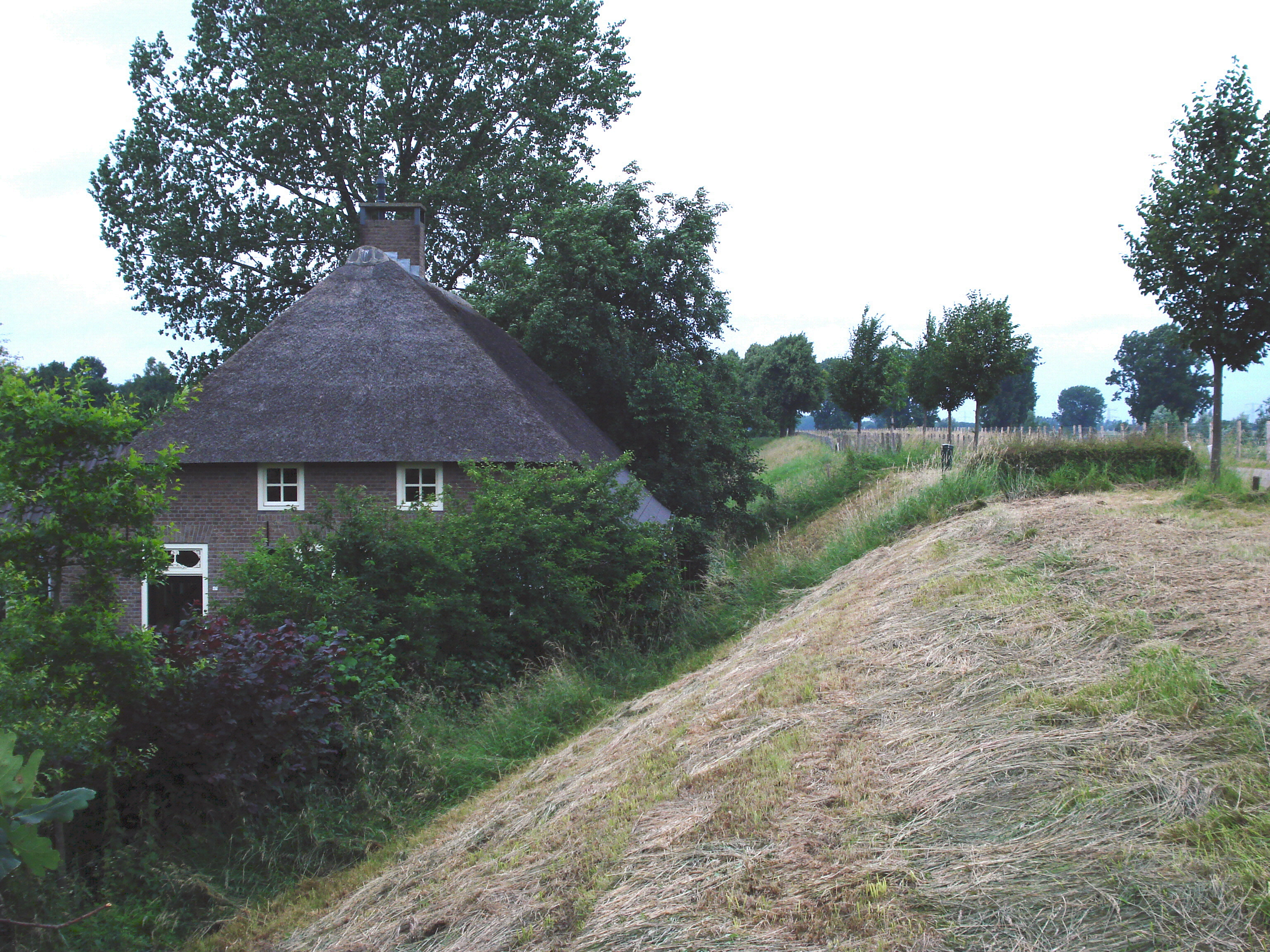
Neerlangel, boerderij tegen de dijk

## Nabijgelegen kernen
Ravenstein, Deursen, Demen